# Kfz-Kennzeichen (Sambia)

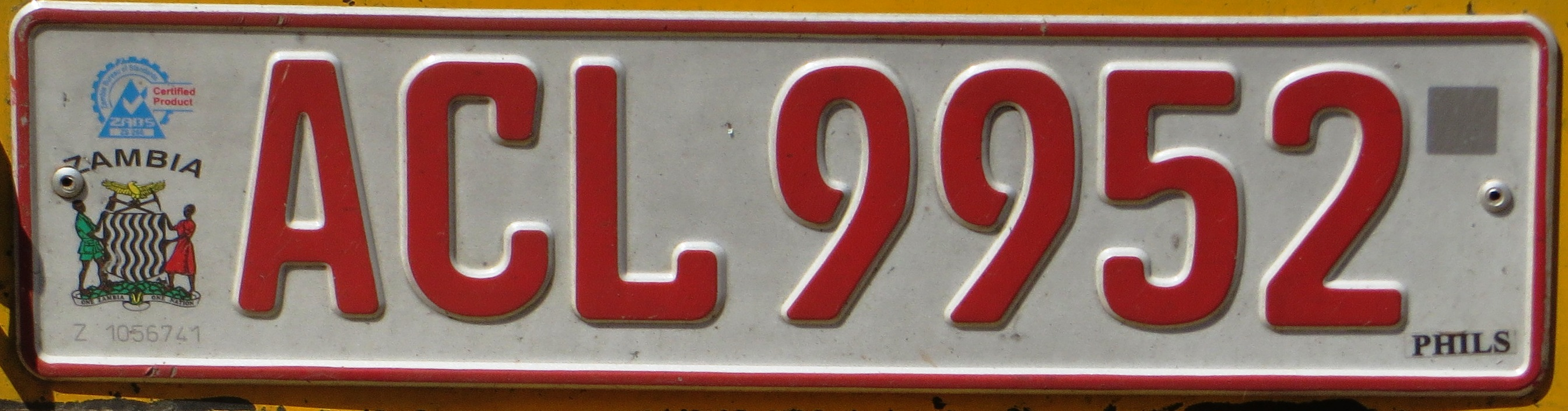
Sambisches Kennzeichen für Fahrzeuge des öffentlichen Dienstes

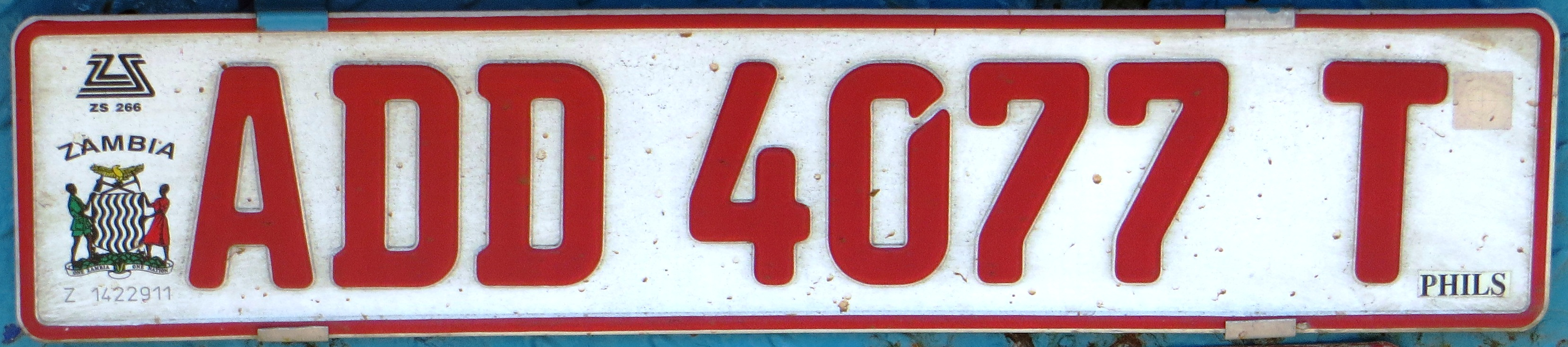
Anhänger-Kennzeichen

Sambische Kfz-Kennzeichen besitzen einen weißen Hintergrund mit schwarzer Aufschrift. Die Schilder bestehen seit 1975 aus drei Buchstaben und vier Ziffern. Im Jahr 2000 wurden die Kennzeichen am linken Rand um das Wappen Sambias und den Schriftzug ZAMBIA ergänzt. Zudem wurde ein Hologramm-Sticker in der rechten oberen Ecke und die deutsche FE-Schrift eingeführt. Anhängerkennzeichen zeigen am rechten Rand ein zusätzliches T für trailer. Fahrzeuge des öffentlichen Dienstes tragen Kennzeichen mit roter Aufschrift. Für Zweiräder wird ebenfalls rote Schrift genutzt allerdings auf gelbem Hintergrund.
Die Nummernschilder Sambias ähneln stark den Kennzeichen des Nachbarlandes Simbabwe.
Das Nationalitätszeichen Sambias lautet Z. Vor der Unabhängigkeit 1964 wurde NR für Northern Rhodesia (Nordrhodesien) (1938–1960) und RNR für Republic of Northern Rhodesia (1960–1965) verwendet.